# Larry Austin
Larry Don Austin (ur. 12 września 1930 w Duncan w stanie Oklahoma, zm. 30 grudnia 2018) – amerykański kompozytor.

## Życiorys
Ukończył studia muzyczne na University of North Texas w Denton (1952). W 1955 roku był uczestnikiem letnich kursów Dariusa Milhauda w Mills College w Oakland, następnie w latach 1955–1958 studiował na Uniwersytecie Kalifornijskim w Berkeley. W latach 1965–1966 odbył kurs muzyki elektronicznej w Massachusetts Institute of Technology. Od 1958 do 1972 roku był wykładowcą Uniwersytetu Kalifornijskiego w Davis, następnie od 1972 do 1978 roku wykładał na University of South Florida w Tampie, gdzie w 1973 roku założył i prowadził System Complex for the Studio and Performing Art. W latach 1978–1996 był profesorem na University of North Texas.
Początkowo występował jako muzyk jazzowy, wprowadzał elementy tego gatunku do swojej twórczości. W późniejszym okresie eksperymentował z formami otwartymi, stosując w notacji sposób realizacji utworu w przybliżeniu i bez metrum, pozostawiając w ten sposób wykonawcy duże możliwości improwizacji. W tworzonych kompozycjach posługiwał się światłami, nagraniami z taśmy, lustrami, materiałami filmowymi i dźwiękami generowanymi komputerowo. W latach 1974–1993 dokonał rekonstrukcji Universe Symphony Charlesa Ivesa, której prawykonanie odbyło się podczas festiwalu Warszawska Jesień w 1995 roku.
W latach 1963–1968 prowadził założony przez siebie wykonujący muzykę współczesną zespół New Music Ensemble. Od 1966 do 1972 roku wydawał poświęcone awangardzie muzycznej czasopismo „Source”. Był współzałożycielem (1986) i pierwszym prezesem Consortium to Distribute Computer Music, od 1990 do 1994 roku kierował International Computer Music Association.

## Wybrane kompozycje
(na podstawie materiałów źródłowych)
- Piano Variations (1960)
- Fantasy on a Theme of Berg na zespół jazzowy (1960)
- Improvisations na solistów jazzowych i orkiestrę (1961)
- A Broken Consort na flet, klarnet, trąbkę, róg, fortepian, kontrabas i perkusję (1962)
- Collage na różne instrumenty (1963)
- In Memoriam JFK na orkiestrę (1964)
- Open style na orkiestrę i fortepian solo (1967)
- Changes na puzon i taśmę (1967)
- Brass na instrumenty dęte blaszane z elektronicznym przetwarzaniem dźwięku, przeźrocza i projekcję filmową (1967)
- Duet Amphitryon na taśmę (1967)
- Current na klarnet i fortepian (1968)
- Walter na altówkę, violę d’amore, taśmę i film (1971)
- Quartet 3 na taśmę (1971)
- Quartet 4 na taśmę (1971)
- Primal Hybrid na taśmę (1972)
- Quadrants: Event/Complex No. 1 na orkiestrę dętą (1972)
- No. 2 na chór i taśmę (1972)
- Tableaux Vivants na 4–6 muzyków, taśmę i przeźrocza (1973, zrewid. 1981)
- 1976 na taśmę (1973)
- No. 8 na altówkę i taśmę (1973)
- Phoenix na taśmę (1974)
- No. 9 na perkusję i taśmę (1974)
- Maroon Bells głos, fortepian i taśmę (1976)
- No. 10 na puzon i taśmę (1976)
- No. 11 na kontrabas i taśmę (1977)
- Organ Mass (1977)
- Catalogo Sonoro–Narcisso na altówkę i taśmę (1978)
- Catalogo Gesto–Timbro na perkusistę i tancerza (1978)
- Catalogo Voce na bas-baryton, taśmę i przeźrocza (1979)
- Protoforms: Hybrid Musics na 3 soprany i dźwięki generowane komputerowo (1980)
- Ceremony na organy i głos (1980)
- Euphonia: A Tale of the Future na solistów, chór, orkiestrę kameralną, syntezator i taśmę (1982)
- Beachcombers na 4 muzyków i taśmę (1983)
- Sonata Concertante na fortepian i taśmę (1984)
- Clarini! na 20 trąbek (1985)
- Montage: Theme and Variations na skrzypce i taśmę (1985)
- Euphonia 2344 na głosu i taśmę (1988)
- Snare Drum Cycles na bęben mały (1989)
- Rompido! – Music for Dance and Sculpture na perkusistę i taśmę (1993)